# Derwitz
Derwitz ist ein Ortsteil der märkischen Stadt Werder (Havel). Er war bis zur Eingliederung am 26. Oktober 2003 eine selbstständige Gemeinde. Der Hügel „Spitzer Berg“ nördlich des Ortes war Schauplatz des ersten Fluges der Menschheit durch Otto Lilienthal im Jahr 1891.

## Geographische Lage
Derwitz liegt zwischen Groß Kreutz (Havel) und Glindow in der Westhälfte des Landes Brandenburg direkt an der B 1 und der A 10. Es ist über die Autobahnabfahrt Groß Kreutz gut zu erreichen. Der Ortskern liegt ca. 8,5 km nordwestlich von der Kernstadt Werder (Havel) entfernt. Derwitz liegt auf 31 m ü. NHN.
Der Ort grenzt im Norden an Krielow, Ortsteil der amtsfreien Gemeinde Groß Kreutz (Havel), im Osten an Plötzin, Ortsteil der Stadt Werder (Havel), im Süden an Göhlsdorf, Ortsteil der amtsfreien Gemeinde Kloster Lehnin, und im Westen an Bochow und Groß Kreutz (beides Ortsteile der Gemeinde Groß Kreutz (Havel)).

## Geschichte

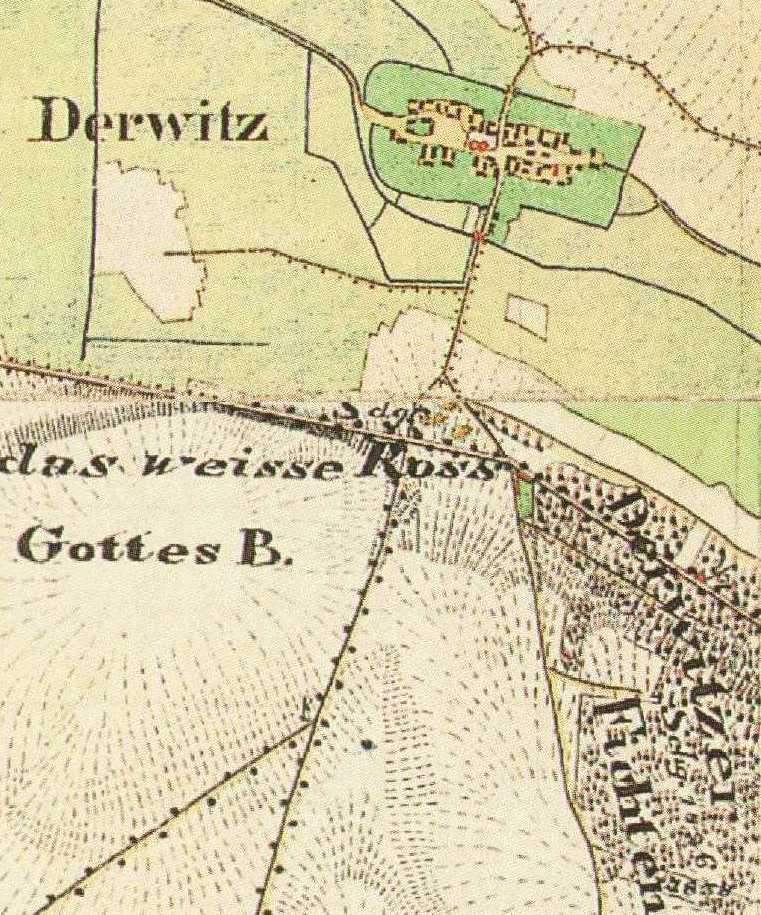
Derwitz auf den Urmesstischblättern 3542 Groß Kreutz und 3642 Lehnin, von 1839, kombiniert

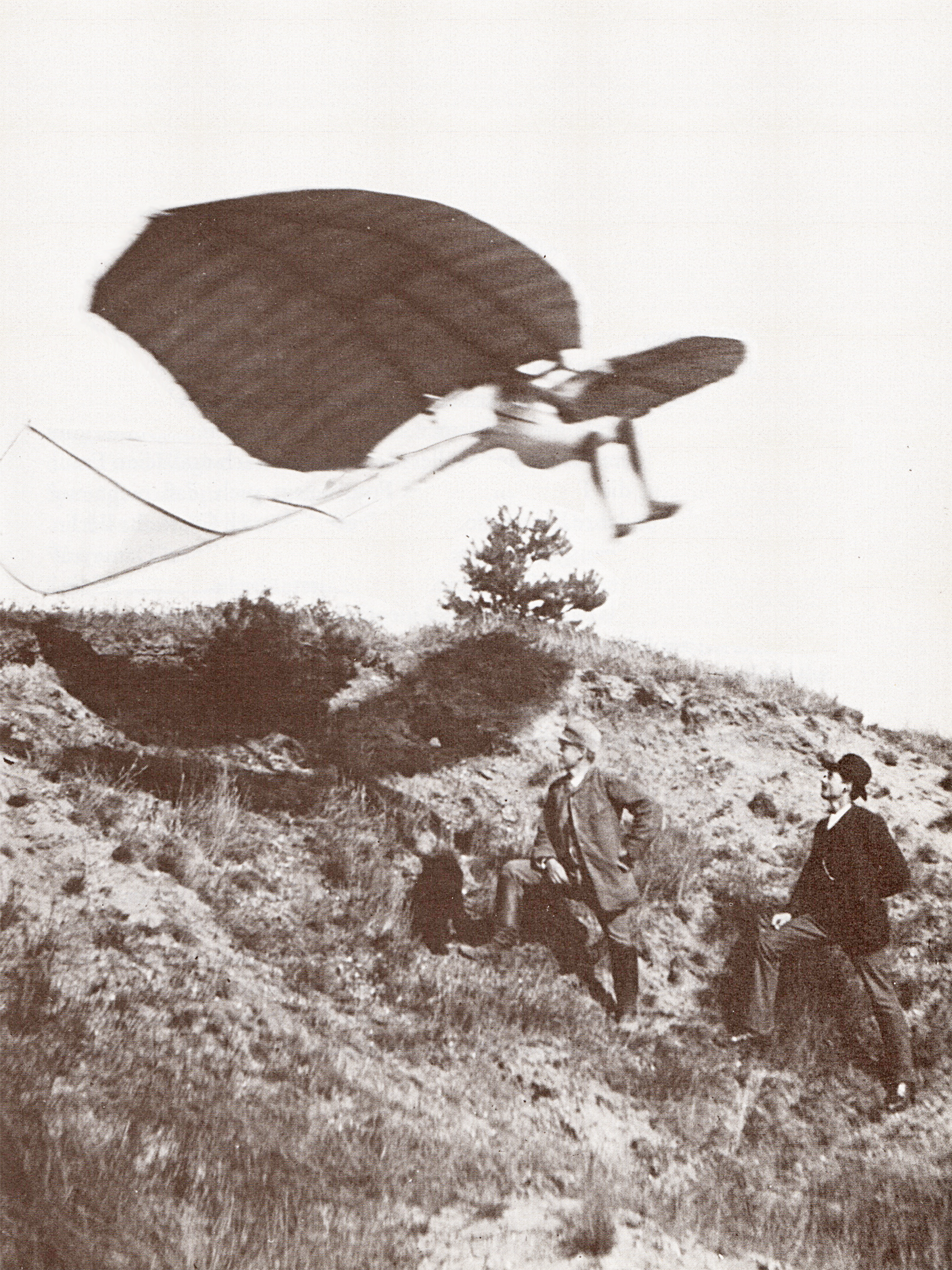
Lilienthal bei einem Gleitflug 1891 am Spitzen Berg nördlich von Derwitz

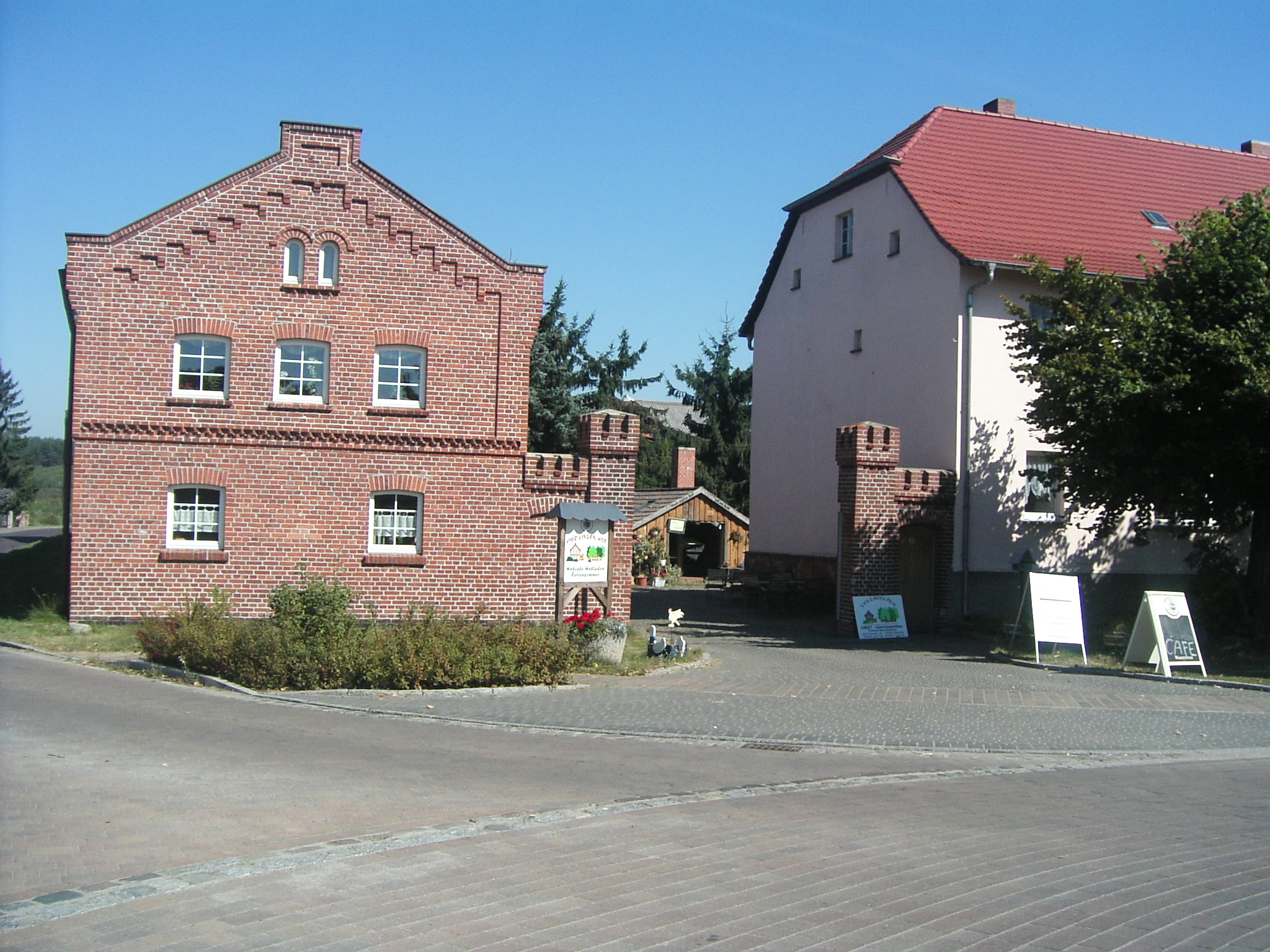
Vierlindenhof am Dorfanger

Nach der ursprünglichen Dorfstruktur war Derwitz ein in Ost-West-Richtung angelegtes Straßenangerdorf, das im Osten und Westen sackgassenartig endet. Die Durchgangsstraße verläuft von Süden nach Norden und teilt das Dorf in eine östliche und westliche Hälfte. Nordwestlich der Kreuzung Anger/Durchgangsstraße steht die spätgotische Dorfkirche.
Der Name Derwitz ist nicht eindeutig zu klären. Reinhard E. Fischer im Brandenburgischen Namenbuch erwägt eine Herkunft von einer polabischen Grundform *D(e)rbica stark überwuchertes Brachland, Rodeland, das wieder mit Wald bewachsen ist. Diese Form wurde vermutlich in Anlehnung an andere Ortsnamen auf -witz angeglichen.

„Derwitz sunt 40 mansi, quorum plebanus habet 2. Ad pactum quilibet 8 modios siliginis, 4or modios ordei et 5 modios avene; ad censum quilibet 7 solidos; ad precariam ½ modium siliginis, ½ modium ordei. Cossati sunt 16, quilibet 14 denarios et 1 pullum exceptis 3, qui dant quolibet 20 denarios et 3 pullos. Taberna 1 frustum et 2 modios papaveris. Claws Rittzen, civis in Brand(enburg) habet 1 talentum. Busse Schonow 3½  frusta. Bernt Ryke, civis in Berlin 9 frusta. Abbas dicit, esse suam, quia emit a domina Hetzynne de Lindow. Schulze, Landbuch, S. 217/8“

Der Ort wird in einer Urkunde aus dem Jahr 1348 erstmals, allerdings nur indirekt erwähnt. In diesem Jahr war ein Nicolai Bodeker de Derwis Schöffe in der Neustadt Brandenburg. Erst 1371 wird der Ort selber urkundlich erwähnt. In diesem Jahr übergab Markgraf Otto V., „der Faule“ die Oberlehensherrschaft über das Dorf Derwitz dem Kloster Lehnin. 1372 verkauften Albrecht Herth von Lindau und seine Mutter Geyse das Dorf Derwitz an das Kloster Lehnin. Aufgrund von Fehden, in die Albrecht Herth verwickelt war, verzögerte sich jedoch die Übergabe an das Kloster, wie eine Urkunde von 1373 zeigt, die Albrecht Graf von Lindow ausstellte. Möglicherweise betrifft dies eine Fehde zwischen den v. Rochow auf der einen Seite und dem Kloster Lehnin auf der anderen Seite. Denn 1373 werden die v. Rochow wegen Schäden, den sie Lehniner Dörfer zugefügt haben vor die Kurie in Rom geladen. 1375 hatte das Dorf 40 Hufen, davon zwei von Abgaben befreite Pfarrhufen. 16 Kossäten wohnten im Ort, und es gab einen Krug. Jede Hufe musste jährlich 8 Scheffel Roggen, 4 Scheffel Gerste und 5 Scheffel Hafer an Pacht bezahlen. Der Hufenzins betrug 7 Schilling sowie je 1⁄2 Scheffel Roggen und Gerste. Die Kossäten mussten 14 Pfennig und 1 Huhn bezahlen bis auf 3 Kossäten, die 20 Pfennig und 3 Hühner jährlich abgeben mussten. Der Krug entrichtete jährlich 1 Zählstück und sehr ungewöhnlich 2 Scheffel Mohn. Die Einnahmen des Dorfes gingen neben dem Kloster Lehnin auch an andere Nutznießer. So standen Claws Rittzen, Bürger in Brandenburg 1 Zählstück, Busse Schonow 3,5 Zählstücke und Bernt Ryke, Bürger in Berlin 9 Zählstücke der jährlichen Abgaben zu. Das Dorf gehörte dem Kloster Lehnin.
1377 bestätigt Albrecht Herth, dass Jüris von Görtzke seine Besitzungen im Dorf Derwitz von ihm zu Lehen hatte, und nicht von den v. Rochow. 1381 kommt es unter Vermittlung von Markgraf Sigismund zu einem Vergleich zwischen dem Kloster Lehnin und dem Wichard v. Rochow. 1450 waren von den 40 Dorfhufen sechs Hufen unbebaut. Um 1500 errichteten Handwerker unter der Leitung des Klosters Lehnin die Dorfkirche. 1538 sind 20 Hufen „abgebrannt“. Es wohnten nur noch drei Kossäten im Dorf. Allerdings wird die Zahl der Bauern nicht erwähnt. 1541 wurden bei der Kirchenvisitation „bei 60 Kommunikanten“ gezählt. 1542 wurde das Kloster Lehnin säkularisiert, der Klosterbesitz in der Zauche und dem Havelland wurde dem Amt Lehnin zugewiesen. 1605 hatte der Lehnschulze einen Hof mit vier Hufen. Daneben gab es sieben weitere Vierhufenhöfe, einen 2½-Hüfner (Krüger) sowie ein 1½-Hüfner. Zwei Hüfner haben zudem einen Erbacker. Im Dorf wohnten damals fünf Kossäten. 1624 wohnten in Derwitz zehn Bauern, fünf Kossäten, ein Hirte, ein Laufschmied und der Hirtenknecht. Insgesamt hatte die Gemarkung 39 Hufen, inklusive der zwei Pfarrhufen. 1652 hatte sich die Zahl der Bauern gegenüber vor dem Dreißigjährigen Krieg halbiert. Außerdem wohnten noch vier Kossäten im Ort. 1682/83 waren immer noch 16 Hufen wüst, davon waren 12 in der adligen Kollekte zusammengefasst. 1745 wohnten wieder neun Bauern und fünf Kossäten in Derwitz. 1746 hatten sich neben neun Bauern und fünf Kossäten fünf Büdner in Derwitz angesiedelt, darunter sind ein Leineweber, ein Schneider und ein Schmied. Ein Kossäte bewirtschaftete das Kirchenland, einer der Bauern wurde als Halbbauer bezeichnet. 1772 wohnten in Derwitz: der Prediger, sieben Bauern und neun Kossäten. Es gab eine Schmiede im Dorf.
1801 gab es dann auch wieder einen Krug im Ort. 1804/05 wurde die alte Straße von Potsdam nach Brandenburg an der Havel zur Chaussee ausgebaut. Sie führte nun südlich am Ortskern vorbei. 1837 hatte das Dorf 29 Wohnhäuser. Im Urmesstischblatt 1.25.000 Blatt 3542 Groß Kreutz von 1839 ist südlich des alten Ortskern an der heutigen B 1 (Derwitzer Chaussee 3) das Gasthaus „Das weisse Ross“ verzeichnet. Vermutlich entstand dieses Gebäude kurz nach der Fertigstellung der 1804/5 gebauten Chaussee Potsdam-Brandenburg an der Havel. 1832 sollte das Schulzengut mit 340 Morgen Acker, 59 Morgen Wiesen und 7 Morgen Hütung) zunächst verpachtet werden, wurde aber im Laufe des Jahres 1835 doch „subhastiert“ (zwangsversteigert). 1846 – bald nach Inbetriebnahme der Eisenbahnstrecke Berlin – Magdeburg wurde der Postkutschenverkehr eingestellt. 1858 gab es 6 öffentliche Gebäude, 33 Wohnhäuser und 54 Wirtschaftsgebäude. 1900 gab es 54 Wohnhäuser.
Etwas außerhalb des Dorfes hatte sich eine Windgetreidemühle etabliert. Die Windmühle lag an der Straße von Derwitz nach Krielow, aber etwas entfernt von dieser Straße direkt an der Gemarkungsgrenze von Derwitz zu Krielow westlich vom Spitzen Berg. 1890 betrieb Müller Herrmann Schwach die Windmühle auf dem Mühlenberg und am Fuße desselben eine Bäckerei. 1891 unternahm Otto Lilienthal erste Flugversuche auf der Nordseite des Spitzen Bergs (Gemarkung Krielow) (52° 24′ 48″ N, 12° 49′ 22″ O). Sein freier Gleitflug ging bis zu dreißig Meter weit. Er war mit der Derwitzer Pfarrersfamilie verwandt und kam auf diese Weise nach Derwitz. Bei Windmüller Herrmann Schwach konnte er seine Fluggeräte unterstellen.
Im weiteren Verlauf der Ortsgeschichte wurden einige Bauernwirtschaften aufgeteilt; in der Chaussee- und Kemnitzer Straße entstanden kleinere Wirtschaften. Der Obstbau weitete sich aus. Zwischen 1904 und 1906 wurde der Spitzberg teilweise abgetragen, weil Sand zur Erhöhung des Bahnhofs Potsdam-Wildpark und anderer Dämme benötigt wurde. 1925 schlossen sich Bauern aus Derwitz und Krielow zu einer Meliorationsgenossenschaft zusammen. Dazu wurden Gräben ausgehoben und ein Schöpfwerk gebaut. 1935 wurde der Mühlenbetrieb in die turmartige motorgetriebene Mühle im Derwitzer Winkel 8 (heute B. Schulz Mühle und Futtermittel in Werder) verlegt, die Bockwindmühle auf dem Mühlenberg wurde abgerissen. Zwischen 1936 und 1938 wurde die Autobahn auf der Gemarkung gebaut. Für die Sandgewinnung wurde der Spitze Berg fast vollständig abgetragen. Derwitzer Bauern leisten Gespanndienste beim Bau der Autobahn. Die Bodenreform 1946 verschonte die Derwitzer Bauern, keiner hatte über 100 ha Land besessen oder war zur Zeit des Nationalsozialismus besonders aktiv gewesen. Derwitz erhielt von der Gemeinde Plessow eine Zulage von 1,9 ha, die auf zwei Bauern aufgeteilt wurde. 1953 wurde die erste LPG mit 5 Mitgliedern und 27 ha landwirtschaftlicher Nutzfläche gegründet. Später wurde noch eine zweite LPG Typ I in Derwitz gegründet. 1960 hatten die beiden LPGs 59 Mitglieder und bewirtschafteten 198 ha Nutzfläche. 1961 wurden die beiden LPGs zusammengeschlossen. 1961 wurde ein GPG mit 6 Mitgliedern und 4 ha Nutzfläche gegründet. 1970 wurde die LPG an die GPG Werder angeschlossen. Die GPG Derwitz blieb selbständig. Nach der Wende wurde die GPG Werder liquidiert. 1991 wurde auf dem Windmühlenberg das Lilienthaldenkmal errichtet, da der Spitze Berg nicht mehr vorhanden war. 1998 wurde ein neues Feuerwehrhaus errichtet, und das Gemeindehaus in der Kita eingerichtet. 2001 wurde im Feuerwehrhaus eine kleine Lilienthal-Ausstellung aufgebaut.

### Politische Geschichte
Derwitz liegt in der historischen Landschaft der Zauche, aus der sich im Verlauf des 16. und 17. Jahrhunderts der Zauchische Kreis herausbildete. 1371/2 kam das Dorf an das Kloster Lehnin, nach dessen Säkularisation an das Amt Lehnin. Mit der Kreisreform von 1816 wurde der Zauchische Kreis mit dem vorher kursächsischen Amt Belzig zum Kreis Zauch-Belzig zusammengeschlossen. Dieser Kreis wurde 1952 aufgelöst, Derwitz kam zum neuen Kreis Potsdam-Land. Nach der Wende bildeten die vielen kleinen Gemeinden Verwaltungsgemeinschaften. Derwitz schloss sich dem Amt Groß Kreutz an. 1993 entstand durch den Zusammenschluss des Kreis Potsdam-Land, des Kreis Brandenburg-Land und des Kreis Belzig der neue Landkreis Potsdam-Mittelmark. 2003 schloss sich Derwitz nach einer Bürgerabstimmung Werder (Havel) an und ist seither ein Ortsteil der Stadt Werder (Havel).

### Kirchliche Geschichte
Die Kirche in Derwitz war seit dem Mittelalter bis 1970 immer Mutterkirche, seit 1540 mit der Tochterkirche Krielow. Seit 1991 wird es von Groß Kreutz betreut. Das Patronat hatte bis 1542 das Kloster Lehnin, ab 1542 das Amt Lehnin, später der Fiskus. Der Pfarrer hatte ein Pfarrhaus und zwei Freihufen, die er 1541 auch selber beackerte sowie Wiesen zu 4 Fuder Heu und einen Garten, der zwei Fuder Heu trug. Der Küster hatte ein Küsterhäuschen, eine Wiese zu ein Fuder Heu, 38 Scheffel Korn, jährlich vier Brote au jedem Haus und Ostereier. Die Kirche hatte 1450 Gotteshausland. 1541 wurde dieses Land von zwei „heiligen“ Männer bewirtschaftet. 1746 bewirtschaftete ein Kossät dieses Land. 1832 übernahm Jacob Heinrich Wilhelm Lehmann die Predigerstelle in Derwitz (und Krielow), die er 1843 wieder aufgab. Er wurde vor allem durch seine astronomischen Studien bekannt.

### Bevölkerungsentwicklung
| Jahr | Einwohner |
| ---- | --------- |
| 1772 | 160       |
| 1801 | 189       |
| 1817 | 178       |
| 1837 | 168       |
| 1858 | 261       |

| Jahr | Einwohner |
| ---- | --------- |
| 1871 | 311       |
| 1885 | 336       |
| 1895 | 342       |
| 1905 | 334       |
| 1925 | 365       |

| Jahr | Einwohner |
| ---- | --------- |
| 1939 | 443       |
| 1946 | 546       |
| 1964 | 415       |
| 1971 | 387       |
| 1981 | 336       |

| Jahr | Einwohner |
| ---- | --------- |
| 1991 | 308       |
| 2002 | 454       |
| 2008 | 429       |

- Quelle:[8][9]

## Kultur, Sehenswürdigkeiten und Denkmale

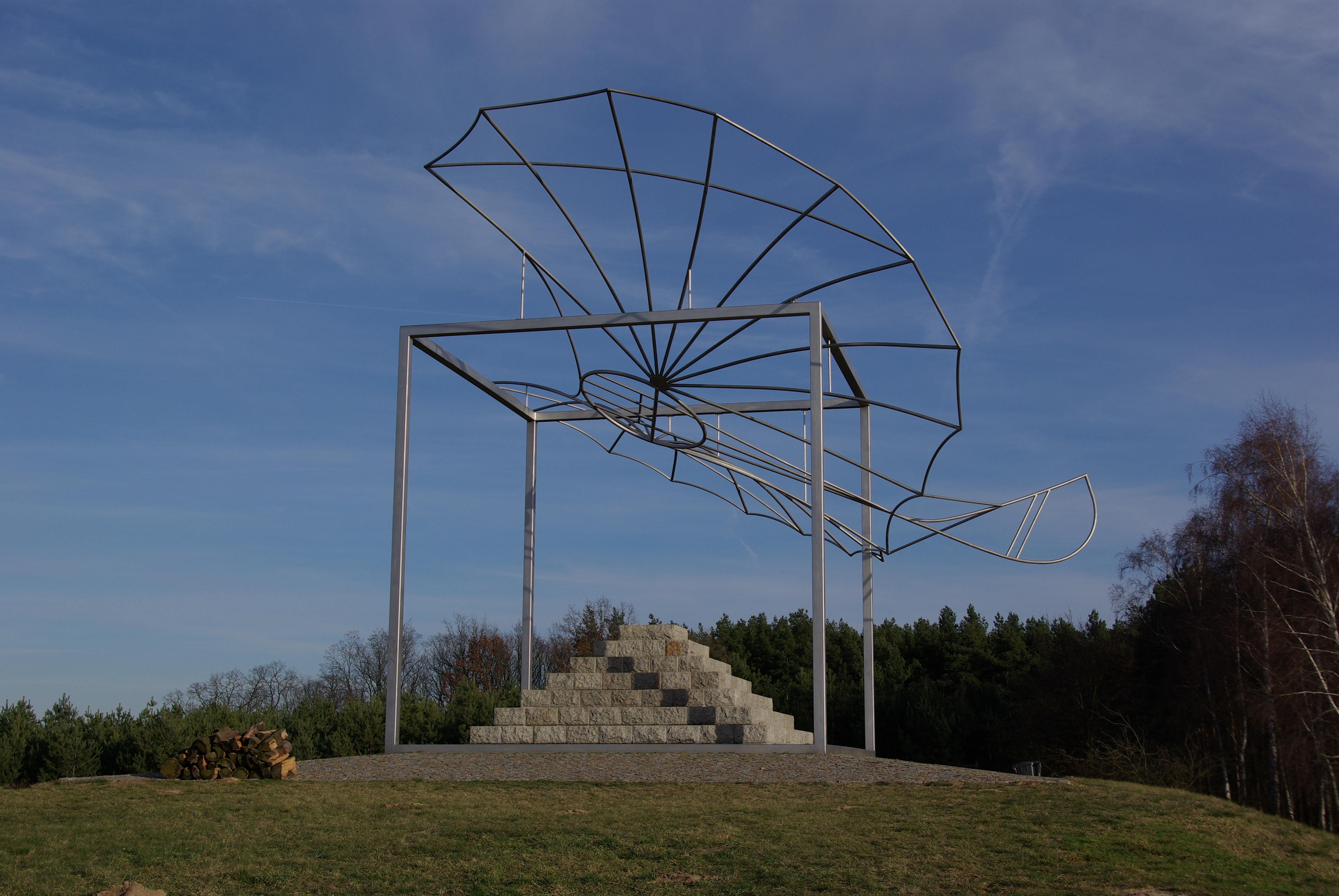
Lilienthal-Denkmal, Ortsauswärts Richtung Krielow

In der Nähe, am Spitzberg, führte Otto Lilienthal 1891 mit seinem Derwitzer Apparat die ersten kurzen Gleitflüge durch. Dazu der Zeitgenosse Ferdinand Ferber: „... Den Tag des Jahres 1891, in dem Lilienthal erstmals fünfzehn Meter weit die Luft durchmessen hat, fasse ich auf als den Augenblick, an dem die Menschheit das Fliegen gelernt hat ...“ In Derwitz erinnert das Lilienthalgedenkhaus am Dorfplatz an dieses Ereignis.
Auf dem Windmühlenberg zwischen Krielow (Ortsteil von Groß Kreutz (Havel)) und Derwitz, erinnert das am 21. September 1991 eingeweihte Lilienthal-Denkmal (52° 24′ 45″ N, 12° 49′ 13″ O) des Bildhauers Wilfried Statt an den Flugpionier, der auf dem östlich davon liegenden Spitzen Berg seine ersten Gleitflüge unternahm. Die eigentliche Stelle der ersten Flüge am Spitzen Berg ist durch den Sandabbau in den Jahren 1904–1906 und den 1930er Jahren verloren gegangen. Da außerdem der originale, veränderte Standort heute bewaldet ist, wählte man für das Denkmal eine Stelle westlich davon auf dem Windmühlenberg.
Zu Ehren der 120-jährigen Wiederkehr des ersten Menschenfluges wurde 2011 ein weiterer Gedenkstein eingeweiht. Er befindet sich allerdings an einem falschen Standort (52° 24′ 44″ N, 12° 49′ 26″ O) am Rand der erst in den 1930er Jahren entstandenen Kiesgrube, wo Lilienthal damals gar nicht fliegen konnte.
Die Dorfkirche Derwitz ist eine mittelalterliche Feldsteinkirche aus der Zeit um 1500. Im Innern befinden sich unter anderem ein Kanzelaltar, der auf das Jahr 1716 signiert ist sowie eine Orgel aus dem zweiten Viertel des 19. Jahrhunderts.

### Baudenkmale

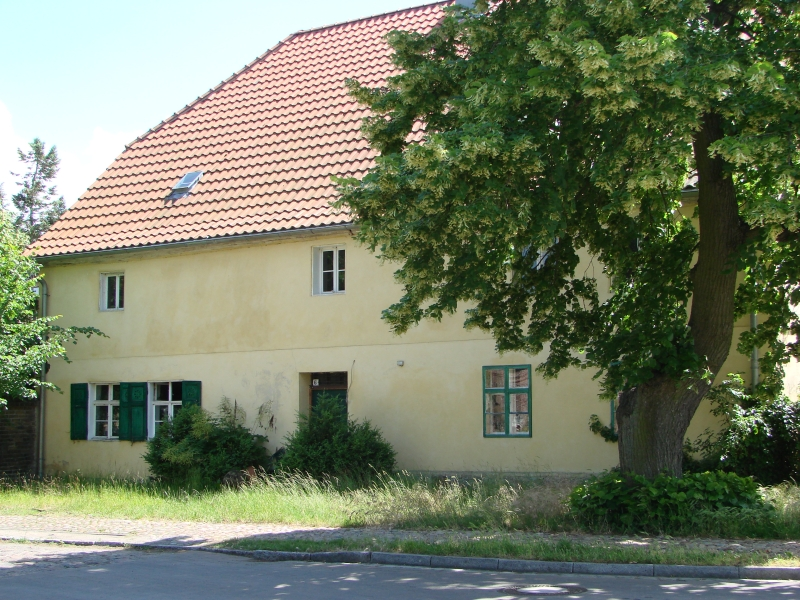
Wohnhaus Derwitzer Dorfstr. 6

Die Denkmalliste des Landes Brandenburg für den Landkreis Potsdam-Mittelmark führt fünf Baudenkmale auf
- Derwitzer Chaussee 3: Gasthof „Zum fliegenden Roß“
- Derwitzer Chaussee 7: Obstgärtnergehöft, bestehend aus Wohnhaus, Remise, Stallgebäude und Anbau an das Wohnhaus
- Derwitzer Dorfstraße: Dorfkirche. Es handelt sich um einen spätmittelalterlichen Feldsteinbau mit reich gegliederten Blendgiebel, und im 19. Jahrhundert nachträglich errichtetem Turmobergeschoss.
- Derwitzer Dorfstraße 6: Wohnhaus
- Derwitzer Dorfstraße 37: Gehöft, bestehend aus Wohnhaus und Wirtschaftsgebäude

### Bodendenkmale
Die Denkmalliste führt auch folgende Bodendenkmale auf:
- Nr. 31002, Flur 2: Einzelfund Neolithikum, Dorfkern, Neuzeit, Siedlung slawisches Mittelalter, Siedlung Urgeschichte, Dorfkern deutsches Mittelalter
- Nr. 31003, Flur 3: Siedlung Neuzeit, Siedlung Urgeschichte
- Nr. 31005, Flur 3: Siedlung Urgeschichte
- Nr. 31014, Flur 3: Siedlung römische Kaiserzeit, Siedlung Bronzezeit
- Nr. 31016, Flur 2: Gräberfeld Eisenzeit, Gräberfeld, römische Kaiserzeit, Gräberfeld Bronzezeit
- Nr. 31017, Flur 2 Siedlung Bronzezeit, Siedlung Eisenzeit, Siedlung slawisches Mittelalter
- Nr. 31000, Derwitz/Flur 2, Krielow/Flur 3: Gräberfeld Eisenzeit, Gräberfeld römische Kaiserzeit, Grab Neolithikum
- Nr. 31001, Derwitz/Flur 2, Krielow/Flur 3: Gräberfeld Urgeschichte, Grab Neolithikum
- Nr. 31015, Derwitz/Flur 3, Krielow/Flur 2: Siedlung Eisenzeit, Siedlung Urgeschichte, Siedlung deutsches Mittelalter, Gräberfeld Eisenzeit

### Naturdenkmal
In der Verordnung über Naturdenkmale im Landkreis Potsdam-Mittelmark vom 7. Dezember 2000 ist folgendes Naturdenkmal aufgeführt
- Neun Weiße Maulbeerbäume (Morus alba), auf den Grundstücken 173 und 174 an der Derwitzer Dorfstraße.

## Anmerkung
1. ↑  Heute Eisdiele und Gasthaus „Zum Fliegenden Ross“ genannt. Sehr wahrscheinlich liegt hier ein Fehler im Urmesstischblatt vor. Ein altes Sandsteinrelief über dem Eingang des heute sanierten Gebäudes zeigt eine Pegasus-Darstellung.